# Epsilon Aurigae
Epsilon Aurigae (ε Aur / ε Aurigae, znana też jako Almaaz) – gwiazda zmienna w gwiazdozbiorze Woźnicy znajdująca się w odległości około 2000 lat świetlnych od Ziemi.

## Nazwa
Gwiazda nosi tradycyjną nazwę Almaaz, która wywodzi się od arabskiego ‏الماعز‎ al-māʿiz, co oznacza „kozioł”. Grupa robocza Międzynarodowej Unii Astronomicznej do spraw uporządkowania nazewnictwa gwiazd zatwierdziła użycie nazwy Almaaz dla określenia tej gwiazdy.

## Charakterystyka fizyczna

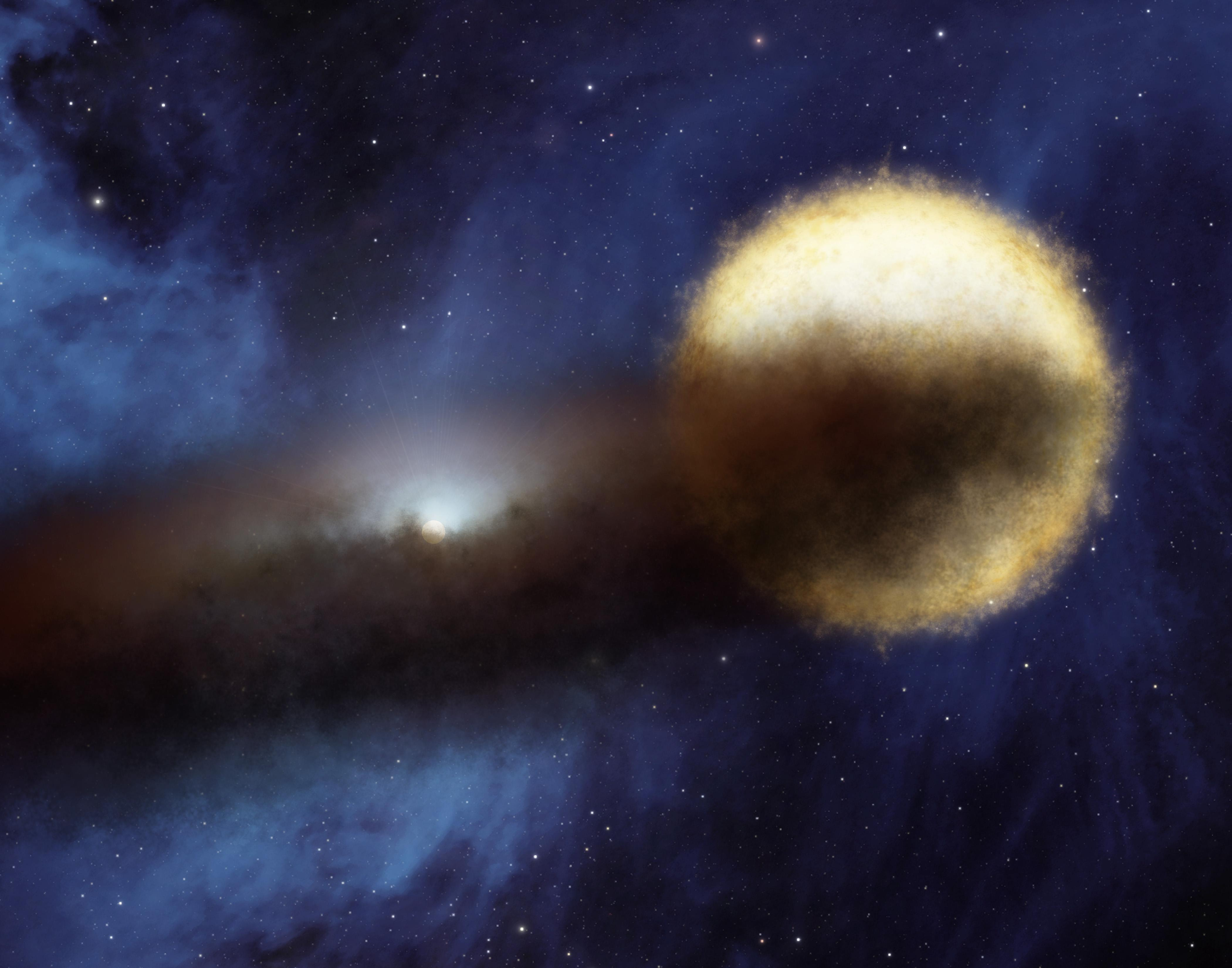
Artystyczna wizja zaćmienia Epsilon Aurigae

Widoczny komponent systemu to nadolbrzym należący do typu widmowego A8 (lub F0), mniej więcej 40 tysięcy razy jaśniejszy od Słońca, którego jasność obserwowana wynosi +3,0m. Jest gwiazdą zmienną zaćmieniową, gdyż co około 27,1 lat jasność obserwowana systemu spada do +3,8m na mniej więcej dwa lata (czyli jasność gwiazdy widoczna z Ziemi maleje o połowę), gdy obiekt orbitujący wokół widocznej gwiazdy wchodzi między nią a Ziemię, powodując zaćmienie. Jest to najdłuższy znany okres dla tego typu gwiazd. Sam obiekt świeci zbyt słabo w porównaniu z gwiazdą główną, by widzieć go z Ziemi i jego natura do dziś nie jest jednoznacznie ustalona przez astronomów. Co więcej, podczas zaćmienia widmo głównej gwiazdy nie jest zmienione (poza równomierną redukcją na wszystkich częstotliwościach), co wyklucza zastosowanie metod spektroskopii w celu ustalenia natury obiektu.
Główny problem związany z wyjaśnieniem natury systemu pochodzi z faktu, że obiekt wywołujący dwuletnie zaćmienie dużej gwiazdy głównej musi być prawdziwie gigantyczny. Jeżeli byłaby to gwiazda, jak twierdziła wczesna hipoteza oparta na podstawie analogii do innych gwiazd zmiennych zaćmieniowych, byłby to jeden z najbardziej egzotycznych obiektów znanych astronomii, niezwykle zimny i słabo świecący, ponad 3 tysiące razy większy od Słońca, jak również największy zwarty obiekt znany ludzkości. Te niezwykłe właściwości spowodowały, że hipoteza ta została odrzucona jako mało prawdopodobna. Hipoteza ta nie potrafiła też wyjaśnić dodatkowej komplikacji biorącej się z faktu, że w kulminacyjnym punkcie zaćmienia jasność gwiazdy niespodziewanie wzrasta. Obecnie wiodąca hipoteza co do natury systemu przyjmuje, że obiekt powodujący zaćmienie gwiazdy głównej to druga gwiazda, otoczona dużym dyskiem ciemnego pyłu. Taki system byłby wystarczająco duży, by spowodować zaćmienie, a jednocześnie luka wolna od pyłu między samymi gwiazdami przepuszczająca światło wyjaśniałaby zwiększenie jasności w samym środku zaćmienia.
Zmienność gwiazdy została po raz pierwszy zauważona w 1821, lecz przyciągnęła uwagę astronomów dopiero po 1848, kiedy zaobserwowano kolejny cykl gwiazdy. Istnienie wahań z okresem 27,1 lat rozpoznano w 1903. Od tego czasu gwiazda jest uważnie obserwowana.

## Obserwacje w 2010 roku
Zaćmienie gwiazdy, które miało miejsce w latach 2009–2011 było intensywnie obserwowane przez najnowsze teleskopy. Nowe zdjęcia wykazały wąski, ciemny i gęsty, choć prześwitujący obłok przesuwający się przed tarczą gwiazdy. Dysk ten okazał się nawet bardziej płaski niż wynikało to z wcześniej zakładanych modeli gwiazdy oraz z danych uzyskanych dzięki obserwacjom teleskopu Spitzera.